# الطاقة في فلسطين

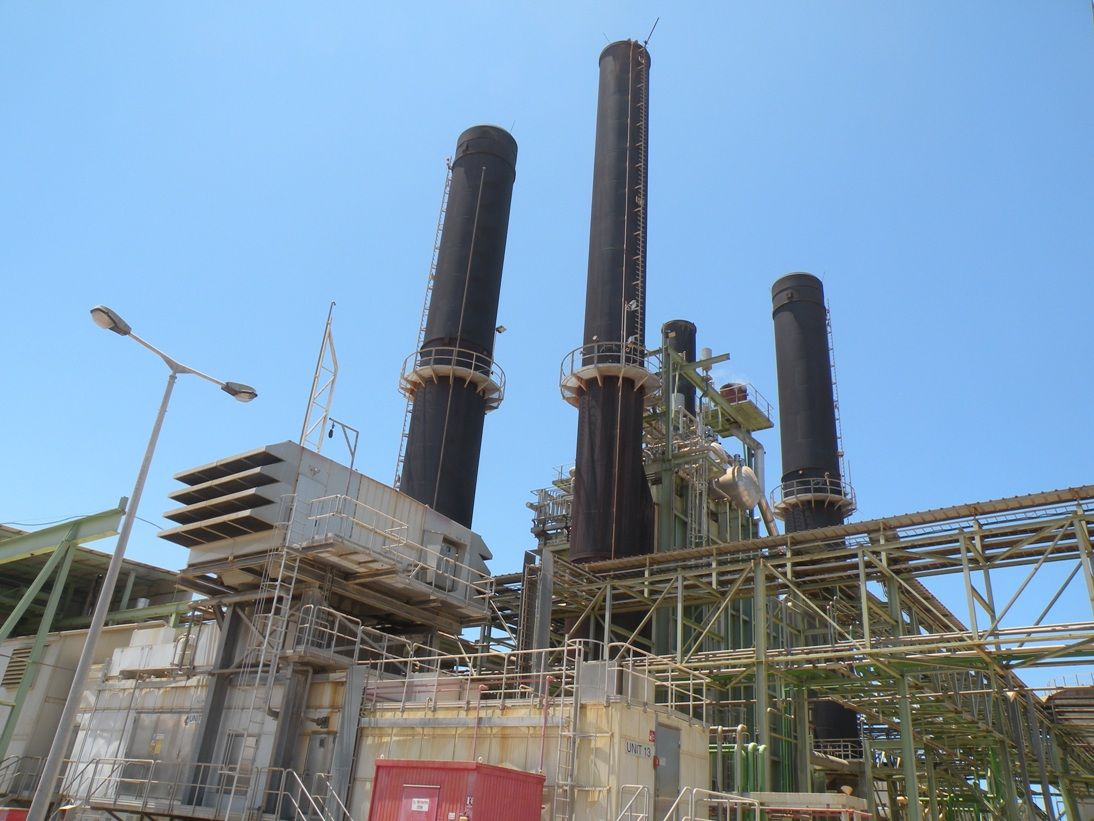
شركة فلسطين لتوليد الكهرباء: أحد مكونات قطاع الطاقة في فلسطين وتحديات التزويد الكهربائي

الاعتماد على واردات الطاقة في فلسطين، مقترن بزيادة عدد السكان وارتفاع حاجة الشركات للطاقة، ممّا أدّى إلى وجود فجوة كبيرة بين العرض والطلب على الطاقة في فلسطين.
إنّ استهلاك الطّاقة في جميع القطاعات في الأراضي الفلسطينية صغير نسبيّاً مقارنة مع الدول العربية المجاورة، كذلك إن أعلى نسبة لاستهلاك الطاقة يوجد في القطاع المنزلي يليه قطاع المواصلات أما القطاع الصناعي فنسبة الاستهلاك فيه قليلة. تقوم بإدارة قطاع الطاقة في الأراضي الفلسطينية، سلطة الطاقة والموارد الطبيعية الفلسطينية.

## الطّاقة الكهربائيّة
تشكل الطاقة الكهربائية في فلسطين نسبة 31% من إجمالي الطاقة المُستهلكة حسب ميزان الطاقة الذي أعدّه الجهاز المركزي للإحصاء عام 2018م، ويعدُّ القطاع المنزلي في فلسطين المستهلك الأكبر لهذه الطاقة بنسبة 60%، يليه قطاع الخدمات والقطاع التجاري 26%، ويستهلك القطاع الصناعي 13%؛ بينما يستهلك القطاع الزراعي أقل من 1%.
وتتميز فلسطين بارتفاع نسبة نمو الطلب على الطاقة الكهربائية؛ فتبلغ ما يقارب 7% سنويًا رغم ارتفاع سعر الطاقة المستوردة.
ونظرًا للأوضاع السياسية الاقتصادية المحلية، فما زالت فلسطين تفتقر إلى مصادر الإنتاج المحلية للكهرباء لسد احتياجات السوق، باستثناء محطة توليد كهرباء غزة وبعض مشاريع الطاقة المتجدّدة؛ إذ تعتمد فلسطين بشكل رئيسي على مصادر الاستيراد لهذه الطاقة من الدول المجاورة ومنها إسرائيل ومصر والأردن.
تزوّد "شركة كهرباء إسرائيل" الضفة الغربية بالكهرباء من خلال 237 نقطة ربط على نظام الضغط المتوسط (22 كيلو فولط و 33 كيلو فولط) ويؤدي هذا النظام إلى الانقطاعات الكهربائية المتكررة، ونقص القدرة في كثير من المناطق؛ إضافة إلى ارتفاع قيمة التعرفة الكهربائية؛ مع العلم بأنه تم خلال العام 2017 تشغيل أول محطة تحويل كهرباء(جنين)، التي أسهمت بشكل كبير بحل مشاكل العجز في الكهرباء في تلك المحافظة.
وتدير نظام التوزيع في الضفة الغربية حاليًا خمس شركات توزيع هي: "شركة كهرباء محافظة القدس" (JDECo))، التي تغذي مناطق وسط الضفة الغربية، و"شركة كهرباء شمال الضفة الغربية" (NEDCo)؛ و"شركة كهرباء طوباس" (TEDCo) في شمال الضفة الغربية، و"شركة كهرباء الخليل"(HEPCo)، و"كهرباء الجنوب" (SELCo)، اللتان تديران قطاع التوزيع في محافظة الخليل، إضافة إلى بعض الهيئات المحلية التي لم تنضم بعد لهذه الشركات.
أما في قطاع غزة فإن "شركة كهرباء غزة" (GEDCo) تدير نظام التوزيع الكهربائي في القطاع بشكل كامل. ويعاني قطاع غزة من نقص حاد في الطاقة الكهربائية؛ إذ إن القدرة المتوفرة حاليًا للقطاع من المصادر الثلاث ("شركة كهرباء إسرائيل"، "محطة توليد الكهرباء"، و"مصر") تصل في حدها الأقصى إلى 220 ميغا واط ما يُشكل فقط 45% من احتياجات القطاع!

## موارد الطّاقة غير المُتجدّدة

### النّفط
تفتقر فلسطين إلى وجود النفط في أراضيها بكميات يمكن الاعتماد عليها في توليد الكهرباء وتشغيل المصانع والآلات الزراعية ووسائل النقل وغيرها، وتعد هذه المشكلة من أهم مشكلات التصنيع في فلسطين؛ فما تم اكتشافه حتى الآن ليس ذا قيمة تجارية، ولا يغطي تكاليف استخراجه. فحتى اليوم لم يكتشف النفط الخام؛ لكن من الممكن اكتشافه لأن الصخور التي تبنى منها طبقات النفط في مناطق الشرق الأوسط هي نفس صخور فلسطين إلا أن موقعها عميق جدًا.
اكتشف النفط للمرّة الأولى في فلسطين عام 1955م في منطقة عسقلان، ولم يُستخرج لأنّ الكمّيّة المكتشفة قليلة.

### الغاز الطّبيعيّ
تم اكتشاف احتياطيات هامة من الغاز الطبيعي على الشواطئ المقابلة لقطاع غزة عام 2000م، وحصلت مجموعة بي جي وشركائها (كونسوليدايتيد كونتراكتور إنترنشيونال بالانجليزيّة: Consolidated Contractors Company أو CCC) التي يوجد مقرها بأثينا والمملوكة من طرف عائلتي خوري والصباغ اللبنانيتين، على حق استكشاف الغاز من خلال اتفاق لمدة 25 سنة تم إبرامه مع السلطة الفلسطينية في تشرين الثّاني/ نوفمبر 1999م.
إن حقوق ملكية حقول الغاز البحرية مقسمة على النحو التالي: 60% لمجموعة بي جي، 30% للشركة المملوكة للعائلتين اللبنانيتين و10% لصندوق الاستثمار المملوك للسلطة الفلسطينية، يشمل الاتفاق مع الأطراف الثلاثة المذكورة تنمية الحقل وبناء خط أنابيب غاز.
يشمل ترخيص مجموعة بي جي كل شواطئ غزة الملاصقة للعديد من منشآت الغاز البحرية الإسرائيلية، وما يجب ملاحظته هو أن 60% من احتياطات الغاز على طول شواطئ غزة-إسرائيل تعود ملكيتها إلى فلسطين.
وفي سنة 2000م قامت مجموعة بي جي بحفر حقلي غزة مارين 1 وغزة مارين 2.
وتُقدِّر نفس المجموعة الاحتياطات من الغاز بـ 1.4 ترليون متر مكعب تُقدَّر قيمتها بـ 4 مليار دولار. ويمكن لاحتياطات الغاز الفلسطينية أن تكون أكبر من ذلك.
تتعامل مجموعة بي جي مع حكومة إسرائيل، ويتم تجاوز حكومة السلطة الفلسطينية في ما يتعلق بحقوق الاستكشاف وتنمية حقول الغاز.
لقد كان انتخاب رئيس الوزراء أرييل شارون في 2001م نقطة مفصلية، وقد تم تحدي السيادة الفلسطينية على ملكيّة حقول الغاز في المحكمة العليا الإسرائيلية، وقد صرح شارون: «إسرائيل لن تشتري أبداَ الغاز من فلسطين» عانياً بذلك أنّ حقول غاز غزة تعود ملكيتها إلى إسرائيل!
وفي سنة 2003م عارض شارون اتفاقاً كان يمكن أن يسمح لبي جي بتوفير الغاز الطبيعي لإسرائيل من حقول غاز غزة البحرية، وكان من نتائج الانتصار الانتخابي لحماس في 2006م إضعاف السلطة الفلسطينية التي أصبحت مقتصرة على الضفة الغربية برئاسة محمود عباس.
وفي 2006م كانت بي جي قريبة جدّاً من إمضاء اتفاق ضخ الغاز إلى مصر، ووفقاً لتقارير، تدخّلَ رئيس الوزراء البريطاني توني بلير بالنيابة عن إسرائيل بهدف منع الاتفاق مع مصر.
وفي مايو 2007م، وافقت الحكومة الإسرائيلية على اقتراح من رئيس الوزراء إهود أولمرت لشراء الغاز من السلطة الفلسطينية، وكان العقد المُقترح بقيمة 4 مليار دولار بأرباح قيمتها 2 بليون دولار منها مليار دولار كانت ستعود إلى الفلسطينيين.
لكن تل أبيب لم يكن في نيتها تقاسم الأرباح مع فلسطين؛ وقد شكلت الحكومة الإسرائيلية فريق تفاوض لإنجاز اتفاق مع بي جي متجاوزة كلّاً من حكومة حماس والسّلطة الفلسطينية: «سلطة الدفاع الإسرائيلية تريد الدفع للفلسطينيين في شكل سلع وخدمات وأكدت على أنه لا يجب أن تصل أي أموال إلى الحكومة المسيطر عليها من قبل حماس».
وكان الهدف هو إلغاء الاتفاق الممضي سنة 1999م بين بي جي والسلطة الفلسطينية بقيادة ياسر عرفات. وحسب اتفاق 2007م المقترح مع بريتيش غاز، فإن الغاز الفلسطيني من حقول غزة البحرية كان سيتم نقله بواسطة خط أنابيب بحري إلى الميناء الإسرائيلي في عسقلان ومنه ما يحوّل مراقبة بيع الغاز الطبيعي إلى إسرائيل. فشل الاتفاق وتم تعليق المفاوضات.
كانت نية إسرائيل إبعاد إمكانية أن تدفع الأموال للفلسطينيين. وفي ديسمبر 2007م انسحبت بريتيش غاز من المفاوضات مع إسرائيل وفي يناير 2008م أغلقت مكتبها في إسرائيل.
وفي أغسطس 2012 عُقِد اتفاق بين كلّ من: السلطة الفلسطينية مُمَثَّلةً برئيس الوزراء سلام فياض، وعوزي لانداو وزير الطاقة والمياه الإسرائيلي، ونائب الرئيس التنفيذي لمجموعة بي جي، على أن تتولى بي جي صاحبة الامتياز في التنقيب عن الغاز في سواحل غزة، تصدير الغاز المستخرج إلى إسرائيل مقابل حصول السلطة الفلسطينية على عوائد مادية لصالح صندوق الاستثمار الفلسطيني من قبل بي جي تصل إلى 15% من إجمالي مبيعات الغاز، فيما يذهب 85% من إجمالي مبيعات الغاز لمجموعة بي جي، وسيبلغ حجم المبيعات المتوقعة من غاز غزة ما يصل إلى حوالي 1.3 مليار لتر مكعب من الغاز، وهو بمثابة نصف كمية الغاز الذي تستورده إسرائيل من مصر. كما اتفقت الأطراف على أن يكون سعر الوحدة الحرارية للغاز المُصدّر لإسرائيل بقيمة 9.37 دولار للوحدة الواحدة بينما توقعت الشركة أن تكون تكلفة إنتاج الوحدة 3 دولار، كما اتفقت السلطة الفلسطينية على أن تستورد الغاز من إسرائيل بقيمة 11.7 دولار للوحدة شامله للضريبة، وبحسب المصدر الإسرائيلي فإن شركة بريتش غاز ستبدأ بداية العام المقبل باستخراج الغاز الطبيعي من البئر الأول والمسمى غزة مارين 1، بينما سيبدأ العمل في حقل غزة مارين 2 بداية 2018م، وقدرت الشركة البريطانية احتياطيات الغاز في الموقع بحوالي من 1.4 تريليون قدم مكعب أي ما قيمته 4 مليار دولار.

## موارد الطّاقة المُتجدّدة
تعاني فلسطين من شُـحٍ في الموارد الطبيعية والثروات المعدنية؛ ولكن معاناة الفلسطينيين الأشد تكمن في ندرة مصادر الطّاقة التقليدية، كالنفط والغاز، ومن ارتفاع أسعارها بما يوازي أغلى مدن العالم؛ وعلاوةً على ذلك، تتحكم السلطات الإسرائيلية بكمية المحروقات وأسعارها، ومتى يُسمح بدخولها، ومتى تُمنع. وبسبب معاناتهم تلك، يسعى الفلسطينيون لتجاوز ذلك بإيجاد مصادر بديلة عن الوقود التقليدي، وإيجاد مصادر طاقة بديلة متجددة.
المؤسسات التي تهتم بالطاقة المتّجددة أو البديلة في الأراضي الفلسطينيّة: المركز الفلسطيني لأبحاث الطاقة والبيئة، مركز بحوث الطاقة، الجمعية الفلسطينية للطاقة الشمسية والمستدامة، مجلس تنظيم قطاع الكهرباء الفلسطيني، مشروع دعم وتحسين كفاءة الطاقة والطاقة المتجددة.
وأبرز موارد الطّاقة المُتجدّدة الّتي يعتمد عليها الفلسطينيّون:

### الطّاقة الشّمسيّة
الطاقة الشمسية في الأراضي الفلسطينية محدودة جداً، تبلغ السعة الإجمالية لمحطّات وأنظمة الطاقة الشمسية العاملة والموصولة إلى الشّبكة في الضفة الغربية وقطاع غزّة إلى 80 ميغا واط (منها 60 ميغا واط للضفة الغربية و 20 ميغا واط لقطاع غزة) مع مراعاة صعوبة بناء محطات طاقة شمسية بقدرات عالية في المناطق المسمّاة (ج) والمنطقة الحدوديّة في قطاع غزة بسبب الممانعة الإسرائيلية.

### طاقة الرّياح
تُعدّ طاقة الرّياح من مصادر الطاقة النظيفة والآمنة، وتهدف مُعظم المشاريع إلى استغلال طاقة الرياح لإنتاج الطاقة الكهربائية، كبديل عن الطاقة التي يتم شراؤها من "إسرائيل" بمبالغ طائلة سنويًا.
ومن أبرز المشاريع القائمة حاليّاً لاستغلال طاقة الرّياح هو «مشروع توليد الكهرباء من الرياح في المستشفى الأهلي في مدينة الخليل» الّذي بدأ في عام 2009م، وكان مكرّساَ للدّراسات والتّجارب، بعد ذلك تمّ شراء محطة أرصاد جوية لقياس قوة الرياح، ومعرفة إمكانية استخدامها في الأوقات والاتجاهات المناسبة؛ ليتم لاحقاً جلْب بقية الأجهزة اللازمة للمشروع، وتركيب مروحة ضخمة بارتفاع 6 أمتار على سطح المستشفى.  يُنفّذ المشروع برعاية أوروبية، وبالتعاون مع مركَزي الطاقة النظيفة في جامعتي بوليتكنك فلسطين والنجاح الوطنية.

### طاقة المياه
إنّ إمكانيّة استعمال طاقة المياه في فلسطين محدود نظراً لعدم وجود أنهار ذات تدفّق كبير أو شلّالات كبيرة. لكن في حالة تنفيذ "مشروع قناة البحرين" (الواصلة بين المتوسّط والميت)، ونظرًا لفارق الارتفاع بينهما(400)؛ أو "قناة البحرين الأحمر-الميّت" ستنشأ مناطق ذات سرعة تدفق قوية للمياه سيجري عبرها توليد الكهرباء بطاقة المياه.

### طاقة الغاز الحيويّ
من المشاريع القائمة على وضع النفايات العضوية بكافة أشكالها (من مخلفات الإنسان والحيوان ومصانع الألبان والمنتجات الغذائية والمزارع والمنازل، وغيرها) في حجرة مغلقة معزولة عن الهواء، لتقوم البكتيريا اللاهوائية بتحويل المركبات العضوية إلى مركبات أبسط منها؛ وينتج عن ذلك غاز الميثان الذي تمثل نسبته 70% من مجموع الغازات الحيوية المتكونة، ويمكن استخدامه في مصابيح الغاز أو كبديل لأسطوانات الغاز المستعملة للأغراض المنزلية، كما يمكن استخدامه كبديل للوقود في توليد الكهرباء.